# Genevieve O'Reilly
Genevieve O'Reilly (Dublín, 6 de enero de  1977) es una actriz irlandesa, más conocida por haber interpretado a Diana de Gales en la película Diana: Last Days of a Princess y a Mon Mothma en la franquicia de ciencia ficción Star Wars.

## Biografía
Es la mayor de cuatro hijos. En 2000 se graduó de la prestigiosa escuela australiana National Institute of Dramatic Art (NIDA) con una licenciatura en actuación.
Genevieve está casada con Luke Mulvihill.

## Carrera
En 2004 interpretó a Dash MacKenzie en la película singapurense de ciencia ficción Avatar.
En 2005 se unió al elenco de la exitosa película de ciencia ficción Star Wars: Episode III - Revenge of the Sith, donde interpretó una versión joven de la senadora de la república Mon Mothma, quien se convierte posteriormente en la cofundadora y líder de la Alianza Rebelde. En 1983 Mothma fue originalmente interpretada por la actriz Caroline Blakiston en la película Star Wars Episode VI: Return of the Jedi.
En 2006 interpretó a la analista mayor de las relaciones extranjeras Caroline Hanley en la serie The State Within, junto a Jason Isaacs, Ben Daniels y Eva Birthistle.
En 2007 se unió al elenco de la serie The Time of Your Life donde interpretó a Kate una mujer de 35 años que despierta después de estar casi 18 años en coma y descubre que el mundo que ella conocía ha cambiado y termina enamorándose de Dexter (Augustus Prew), un adolescente.
Ese mismo año interpretó a la Princesa Diana de Gales en la película Diana: Last Days of a Princess, la cual contaba desde su boda con el Príncipe Charles, su divorcio, su relación con Dodi Al Fayed y su muerte. 
En 2009 apareció como personaje recurrente durante la octava temporada de la exitosa serie británica de espías Spooks donde interpretó a la doble agente Sarah Caulfield, que traiciona al M15 al aliarse con Nightingale y luego es asesinada por un sicario enviado por Nightingale.
Ese mismo año apareció en la película The Young Victoria donde interpretó a la aristócrata Lady Flora Hastings, quien se convierte en la dama en espera de la Duquesa de Kent (Miranda Richardson).
En 2013 apareció como invitada en la serie Crossing Lines donde interpretó a la inspectora Sienna Pride, una especialista en interrogatorios, hasta el final del segundo episodio después de que su personaje fuera asesinado de una cuchillada por el criminal Gerald Wilhoit (Eddie Jemison) durante una operación.
En 2014 apareció en la miniserie de espías The Honourable Woman donde interpretó a Frances Pirsig, la asistente personal de Nessa Stein (Maggie Gyllenhaal) la hija de un creador de brazos prostéticos.
En 2015 Genevieve se unió al elenco de la serie Banished donde dio vida a Mary Johnson, la esposa del reverendo Johnson (Ewen Bremner). Ese mismo año apareció en la serie Glitch donde interpretó a la doctora local Elishia Glass.
En abril de 2016 se reveló que Genevieve interpretaría nuevamente a Mon Mothma ahora en la película Rogue One: una historia de Star Wars.

## Filmografía[7]

### Series de televisión
| Año               | Título                  | Personaje            | Notas                         |
| ----------------- | ----------------------- | -------------------- | ----------------------------- |
| 2023 - presente   | Ahsoka                  | Mon Mothma           | ¿? episodios                  |
| 2022 - presente   | Andor                   | Mon Mothma           | ¿? episodios                  |
| 2017 - 2020       | Tin Star                | Angela Worth         | 20 episodios                  |
| 2016              | Endeavour               | Annette Richardson   | episodio "Arcadia"            |
| 2016              | The Secret              | Hazel Buchanan       | 4 episodios - miniserie       |
| 2015              | Glitch                  | Dr. Elishia McKeller | 12 episodios                  |
| 2015              | Banished                | Mary Johnson         | 7 episodios                   |
| 2014              | The Honourable Woman    | Frances Pirsig       | 6 episodios - miniserie       |
| 2011 - 2012, 2014 | Episodes                | Jamie Lapidus        | 14 episodios                  |
| 2013              | Crossing Lines          | Insp. Sienna Pride   | 2 episodios                   |
| 2012              | The Last Weekend        | Daisy                | 3 episodios                   |
| 2012              | Midsomer Murders        | Nina Morgan          | episodio "A Rare Bird"        |
| 2011              | Waking the Dead         | Julie Rees           | 2 episodios                   |
| 2010              | Law & Order: UK         | Claudia Martin       | episodio "Skeletons"          |
| 2010              | New Tricks              | Miranda Armstrong    | episodio "The Fourth Man"     |
| 2009              | The Day of the Triffids | Michelle Beardley    | episodio "Part 1" - miniserie |
| 2009              | Spooks                  | Sarah Caulfield      | 7 episodios                   |
| 2007              | The Time of Your Life   | Kate                 | 6 episodios                   |
| 2006              | The State Within        | Caroline Hanley      | 6 episodios                   |
| -                 | Butterflies             | Sophie               | -                             |
| 2005              | Mary Bryant             | Alicia               | miniserie                     |
| 2002 - 2005       | All Saints              | Leanne Curtis        | 15 episodios                  |
| 2002              | Young Lions             | Kimberly Oswald      | episodio "Asylum Seekers"     |
| 2001              | BeastMaster             | Nagha                | episodio "Slayer's Return"    |

### Películas
| Año  | Título                                       | Personaje           | Notas                                                                                       |
| ---- | -------------------------------------------- | ------------------- | ------------------------------------------------------------------------------------------- |
| 2019 | Tolkien                                      |                     | junto a Nicholas Hoult, Lily Collins, Colm Meaney y Tom Glynn-Carney                        |
| 2016 | Rogue One: una historia de Star Wars         | Mon Mothma          | junto a Felicity Jones, Diego Luna, Riz Ahmed, Ben Mendelsohn, Donnie Yen y Forest Whitaker |
| 2010 | Forget Me Not                                | Eve                 | junto a Tobias Menzies, Gemma Jones, Charlie Covell y Ben Farrow                            |
| 2009 | The Young Victoria                           | Lady Flora Hastings | junto a Emily Blunt, Rupert Friend, Paul Bettany y Miranda Richardson                       |
| 2007 | Diana: Last Days of a Princess               | Princesa Diana      | junto a Patrick Baladi, Shaun Dooley y Annabelle Wallis                                     |
| 2005 | Life                                         | Shelly Deane        | junto a Vince Colosimo, Nicholas Bell, Jane Hall, Jacek Koman y Damian Walshe-Howling       |
| 2005 | Second Chance                                | Susie Fulham        | junto a Ben Mendelsohn, Alyssa McClelland, Tara Morice, Jonny Pasvolsky y Rhys Muldoon      |
| 2005 | Star Wars: Episode III - Revenge of the Sith | Mon Mothma          | junto a Ewan McGregor, Natalie Portman y Hayden Christensen                                 |
| 2004 | Avatar                                       | Dash MacKenzie      | junto a Luoyong Wang, David Warner y Joan Chen                                              |
| 2004 | Right Here Right Now                         | Mujer de la Pizza   | junto a Matthew Newton, Toby Schmitz, Ewen Leslie, Brooke Satchwell y Pia Miranda           |
| 2003 | The Matrix Revolutions                       | Oficial Wirtz       | junto a Keanu Reeves, Laurence Fishburne y Carrie-Anne Moss                                 |
| 2003 | The Matrix Reloaded                          | Oficial Wirtz       | junto a Keanu Reeves, Laurence Fishburne y Carrie-Anne Moss                                 |

### Teatro
| Año  | Obra                               | Personaje        | Director (a)   | Teatro              | Notas                                                                            |
| ---- | ---------------------------------- | ---------------- | -------------- | ------------------- | -------------------------------------------------------------------------------- |
| 2012 | The Doctor's Dilemma               | Jennifer Dubedat | Nadia Fall     | National Theatre    | junto a William Belchambers, Tom Burke, David Calder y Aden Gillett              |
| 2012 | 13                                 | Sarah            | Thea Sharrock  | National Theatre    | junto a Matthew Barker, Nick Blakeley, Katie Brayben & Natasha Broomfield        |
| 2011 | Emperor & Galilean                 | Helena           | Jonathan Kent  | National Theatre    | junto a Matthew Barker, Andrew Scott, Ian McDiarmid y Simon Merrells             |
| 2010 | Birdsong                           | Isabelle         | Trevor Nunn    | Comedy Theatre      | junto a Ben Barnes, Nicholas Farrell, Iain Mitchell, Lee Ross y Zoe Waites       |
| 2008 | The Weir                           | Valerie          | Garry Hynes    | Gate Theatre        | junto a Seán McGinley, David Ganly, Mark Lambert y Denis Conway                  |
| 2008 | The Violet Hour                    | Rosamund         | Kate Gaul      | Ensemble Theatre    | junto a Mark Priestley, Nicholas Papademetriou y Thomas Campbell                 |
| 2005 | Richard II                         | Reina Isabel     | Trevor Nunn    | Old Vic Theatre     | junto a Kevin Spacey, Ben Miles, Peter Eyre y Susan Tracy                        |
| 2004 | Our Lady of Sligo                  | Joanie           | -              | Belvoir St. Theatre | junto a Kris McQuade, Russell Kiefel y George Whaley                             |
| 2003 | The Way of the World               | Millamant        | Gale Edwards   | Sydney Theatre      | junto a Miriam Margolyes, Damian de Montemas y John Batchelor                    |
| 2002 | A Man With Five Children           | Susannah         | George Ogilvie | Sydney Theatre      | junto a Steve Bisley, Travis McMahon, Kate Mulvany y Justine Clarke              |
| 2000 | There Is No Need to Wake Up        | -                | Barrie Kosky   | Playhouse Theatre   | junto a Socratis Otto, Freya Stafford, Peta Sergeant, Henry Nixon y Vanessa Gray |
| 2000 | Berlin To Broadway With Kurt Weill | Mezzo-Soprano    | Jim Sharman    | NIDA                | junto a Andrea McEwan, Amie McKenna y Nicholas Brown                             |
| -    | The Ugly Man                       | Veronica         | -              | NIDA                | -                                                                                |
| -    | The Beaux Strategem                | Gypsy            | Jennifer Hagan | NIDA                | -                                                                                |
| -    | Twelfth Night                      | Olivia           | Adam Cook      | NIDA                | -                                                                                |
| -    | The Three Sisters                  | Olga             | Carlton Lamb   | NIDA                | -                                                                                |